# Chiroqchi
Chiroqchi ist eine Stadt und das Verwaltungszentrum des Bezirks in der Viloyat Qashqadaryo, Usbekistan.

## Lage
Er befindet sich am Fluss Qashqadaryo, 12 km von der Eisenbahnstation Yakkabogʻ und 500 km südlich von Taschkent entfernt. Die Stadt liegt in den südwestlichen Ausläufern des Serafschankette auf einer Höhe von etwa 510 Metern über dem Meeresspiegel.

## Geschichte
Der Name der Siedlung, der Festung Chiroqchi, ist seit dem XIV Jahrhundert bekannt. Es war das Zentrum des Chiroqchi-Bek-Tums im Buchara-Khanat.
In der Umgebung der heutigen Stadt Chiroqchi, auf dem Gebiet der Kolchose Mehnatkash, befinden sich die Überreste der antiken Stadt Kishmishtepa. Diese Stadt wurde etwa im 5. bis 6. Jahrhundert unserer Zeit gegründet. Sie bestand aus einer Zitadelle, einem Shahristan (Stadtzentrum) und einem Rabat (Vorstadt). Der Shahristan erstreckt sich über eine Fläche von 24 Hektar und ist von einer Mauer und einem Graben umgeben. Die Mauern stammen aus dem 7. bis 8. Jahrhundert und wurden im 9. bis 10. Jahrhundert befestigt. Der Shahristan begann sich im 7. bis 8. Jahrhundert zu erweitern und wurde im 9. bis 10. Jahrhundert zu einer großen Stadt. Nach der mongolischen Invasion im 13. Jahrhundert geriet die Stadt in eine Krise.
Eine Beschreibung dieser Stadt wird von S.B. Lunin gegeben. In den Aufzeichnungen heißt es: „Am Rande des Zentrums des Chiroqchi-Distrikts, in der Nähe des Ufers des Flusses Kashkadarya, befinden sich die Ruinen von Kishmishtepa, die als Überreste einer mittelalterlichen Stadt betrachtet werden können.“ In den 1960er Jahren wurden in dieser Gegend Untersuchungen durchgeführt. Die Größe des Shahristan wurde auf 700 mal 350 Meter geschätzt. Nach dem Bau von Ziegel- und anderen Werken wurde die alte Stadt zerstört.
Der Gelehrte Shamsuddin Kamoliddinov glaubt, dass die Stadt Kushmindzhakas, die in Китаб әл-Ансаб von Abdul Karim ibn Muhammad as-Samani erwähnt wird, der im 12. Jahrhundert durch Zentralasien reiste, Kishmishtepa sein könnte.
Die antike Stadt wurde entdeckt, als Kinder silberne und goldene Münzen fanden. Bis heute findet die Bevölkerung hier Gebrauchsgegenstände. Die bekannteste dieser Funde ist eine Silbermünze mit dem Bild von Mamun al-Rashid, dem Bruder des Kalifen Hārūn ar-Raschīd, einem Helden des weltberühmten Buches „Tausendundeine Nacht“.
Quellen aus der Mitte des 18. Jahrhunderts weisen auf die Existenz der Festung Chiroqchi hin. Laut dem Akademiker W.W.Bartold existierte Chiroqchi bereits früher, während der Herrschaft von Ubaidullah Khan.
Die großen Städte rund um Chiroqchi, Qarshi und Shahrisabz, waren direkt dem Emir von Buchara unterstellt. Der Karawanenweg durch Shakhrisabz war bergig und schwer zu passieren, daher war der Weg durch Chiroqchi am bequemsten. Sogar Karawanen aus Afghanistan und Indien passierten diesen Weg.
Im 19. Jahrhundert war Chiroqchi eine kleine Festung, die von einer Verteidigungsmauer umgeben war. Der bekannte ungarische Reisende und Historiker Hermann Vámbéry erwähnt dies in seinem Werk „Reise nach Zentralasien“.
In seinem Buch „Memoiren“ erzählt Sadriddin Ainij von dem Versuch, Aufstände in Chiroqchi während der Herrschaft von Abdullah Khan vorzubereiten. Es wird berichtet, dass die Einwohner, müde von der Gleichgültigkeit der örtlichen Beamten, beschlossen, sich zu erheben. Später änderten sie jedoch ihre Meinung und beschlossen, eine Delegation von 200 Personen zum Emir von Buchara zu schicken:
„Diese Menschen tragen traditionell schwarze Filzkleidung, die mexikanischen Ponchos ähnelt. In Buchara gibt es Gerüchte über zweihundert Menschen aus dem 'schwarzen Filz'. Der Emir von Buchara hatte anfangs ein gutes Verhältnis zu ihnen, aber später entschied er sich durch Betrug, sie zu verhaften.“
Nach dem Zweiten Weltkrieg fanden einige deutsche und polnische Kriegsgefangene hier vorübergehend Zuflucht, und einige von ihnen lebten bis zum Ende ihres Lebens dort.
Am 24. November 1977 wurde Chiroqchi durch den Beschluss des Präsidiums des Obersten Sowjets von Usbekistan zum Zentrum des Bezirks ernannt. Im Jahr 1980 erhielt es den Status einer Stadt.